# 功刀亀内
功刀 亀内（くぬぎ きない、1889年（明治22年）9月16日 - 1957年（昭和32年）12月30日）は、山梨県出身の実業家、郷土史料蒐集家、研究家。蒐集した山梨県に関する郷土資料群は「甲州文庫」と命名されている。

## 略歴
山梨県中巨摩郡豊村（現在の南アルプス市上今井）出身。生家は蚕糸業者で父は六蔵、亀内は三男。豊村高等小学校卒業後、家業を手伝う。
1919年（大正8年）1月には結婚し、甲府市穴切町に転居する。戦後に行われた対談の証言に拠れば、30歳頃には当時の最先端の流行であったオートバイを愛好し、本業の蚕糸業に活用し、趣味のツーリングを行ったという。「甲州文庫」の史料の一つである「山梨県下写真貼込帳」には、1916年（大正5年）の長野県諏訪（諏訪市）へのツーリングの写真が残され、群衆の中に亀内も写っているとされる。
1922年（大正11年）に生糸価格の暴落を機に東京府荏原郡大崎町（現在の東京都品川区大崎）へ転居し布団業を始めた。本業は妻に任せ、自身は史料の収集に専念していたという。1933年（昭和8年）には東京市下谷区上野桜木町（現在の東京都台東区上野桜木）へ転居する。1957年（昭和32年）に腎臓病により死去。
「甲州文庫」には亀内の肖像写真も残されている。著作に1932年（昭和7年）4月に刊行された『甲州俳人伝』がある。

## 郷土史料の蒐集と「甲州文庫」
亀内が山梨県の郷土史に関心を持ち郷土史料の蒐集を始めたのは、後年の対談によれば1919年（大正8年）に江戸時代の飛脚制度を知るために甲府市百石町の若尾倉庫に置かれた「山梨県志」編纂会に郷土史家の土屋夏堂を尋ねたときであるという。「山梨県志」は1915年（大正4年）に若尾財閥の三代目・若尾謹之助による民間の修史事業として企図された事業で、多くの郷土史家が編纂委員に加わった。「山梨県志」の編纂は1923年（大正12年）の関東大震災および昭和期の若尾家の没落により刊行寸前で頓挫するが、蒐集された史料は「若尾資料」として集成され、編纂委員の人脈を通じて郷土研究を興隆させた。
亀内は土屋から郷土史料の散逸・消滅の実情を知り、山梨県内の旧家や紙屑商を訪ね、郷土史料の収集を開始する。収集するのみならず整理作業や痛みの激しい史料の裏打ち、調査研究も行い、京都・大阪へも出かけ、史料の筆者も行った。東京へ転居後も蒐集史料を移し、活動を継続している。山梨県関係以外では東洋商業博物館の渋沢敬三や東京大学法学部（現在は東京大学大学院法学政治学研究科附属近代日本法政史料センター）の明治新聞雑誌文庫の宮武外骨に依頼されて史料の蒐集も行った。
また、功刀は武田信玄に関する史料を武田神社（甲府市武田）に寄贈し、昭和8年（1933年）7月23日には、江戸時代の儒学者である山県大弐の和算に関する著作である『牙籌譜』や、医学界の紛争に対して科学的に評論した『素難評医事揆乱』の写本を山県神社に奉納するなど、所縁の社寺への史料奉納を行っている。
戦時下には1943年（昭和18年）11月13日に生家の豊村上今井に大半の蒐集史料を疎開させ、1945年（昭和20年）7月6日 - 7日の甲府空襲による戦災も免れた。また、上野桜木町の功刀宅に残された史料も無事であった。その後、昭和20年に「甲州文庫」は東京へ戻された。1949年（昭和24年）10月には甲府市の松林軒ビルで開催された市制60周年記念の「郷土歴史展」において一部の史料が展示された。この展示には十万人が来訪したという。
「郷土歴史展」を契機に「甲州文庫」は山梨県の人々にその存在が知られるようになり、山梨県内での保存、利用が熱望されるようになり、「山梨県の文化の向上に資すべき」として甲州文庫の山梨県内への移管を求める機運が高まり、具体的な折衝の準備は、当時の山梨郷土研究会理事であった郷土史家の佐藤森三によって進められた。
甲州文庫の山梨県への移管にあたっては、昭和26年5月に甲州文庫評価委員会が設置され同年9月に甲州文庫の実態調査に基づき決定された受入案を以て正式交渉が進められ、1951年（昭和26年）10月9日に譲渡され、山梨県庁構内(甲府市丸の内一丁目)にあった山梨県立図書館（山梨県庁の旧第一南別館）に収蔵された。昭和26年11月1日から7日まで、山梨県立図書館児童閲覧室において「甲州文庫特別展示会」が開催されている。また、平成13年（2001年）には、甲州文庫の山梨県移管50年を記念し「甲州文庫50年 郷土研究に輝きつづける県民の文化遺産」展が9月7日から12月21日まで、山梨県立図書館で開催された。
平成17年（2005年）10月15日の山梨県立博物館（笛吹市御坂町成田）開館により、甲州文庫は同博物館に移管され現在は同博物館に収蔵されている。

## 「甲州文庫」の刊行物
- 『甲州文庫目録 上』山梨県立図書館編 昭和39年（1964年）刊
- 『甲州文庫目録 下』山梨県立図書館編 昭和46年（1971年）刊
- 『甲州文庫史料 第1巻　社会風俗編』山梨県立図書館編 昭和48年（1973年）刊
- 『甲州文庫史料 第2巻　甲府町方編』山梨県立図書館編 昭和48年（1973年）刊
- 『甲州文庫史料 第3巻　甲府株仲間編』山梨県立図書館編 昭和49年（1974年）刊
- 『甲州文庫史料 第4巻　甲斐国村高並村明細帳編』山梨県立図書館編 昭和50年（1975年）刊
- 『甲州文庫史料 第5巻　交通運輸編』山梨県立図書館編 昭和51年（1976年）刊
- 『甲州文庫史料 第6巻　領地支配編』山梨県立図書館編 昭和53年（1978年）刊
- 『甲州文庫史料 第7巻　近世産業編』山梨県立図書館編 昭和54年（1979年）刊
- 『甲州文庫史料 第8巻　甲州俳諧編』山梨県立図書館編 昭和55年（1980年）刊